# Haushaltsvollzug
Der Haushaltsvollzug bezeichnet die Abwicklung beziehungsweise Durchführung des Haushaltsplans eines öffentlichen Haushalts.

## Bewirtschaftung des Haushaltsplanes
Im weiteren Sinne der Finanzwissenschaften kann darunter auch das Streben einer staatlichen Verwaltungseinheit, bei der Bewirtschaftung der Haushaltspläne der jeweiligen Gebietskörperschaften und anderer öffentlicher Institutionen, d. h. den beschlossenen Budgets zu entsprechen, verstanden werden. Budgets stellen die jeweiligen Gebietskörperschaften (Bundestag bzw. Nationalrat, Landtage und Gemeinderäte) auf.
Sollte dies nicht gelingen, ist es notwendig, dass überplanmäßige oder außerplanmäßige Ausgaben bewilligt werden; besteht eine sehr große Abweichung zwischen der Realität und dem Plan, kann dies zu einem Nachtragshaushalt führen.

## Buchführung
Die Buchführung der Verwaltung über den Vollzug des öffentlichen Haushalts entspricht dabei dem kameralen Rechnungsstil (Kameralistik) oder der Doppik. In in den deutschen Kommunen hat die Doppik bzw. die erweiterte Kameralistik nach und nach die einfache Verwaltungskameralistik verdrängt. Ein Beispiel ist das Land Nordrhein-Westfalen mit dem NKF. Andere Bundesländer haben den Kommunen eine Wahlmöglichkeit zwischen Doppik und Kameralistik eingeräumt. Die große Mehrheit der deutschen Staatshaushalte, wie etwa die von Bayern, Baden-Württemberg oder der Bundesrepublik werden nach wie vor kameral gebucht und nur durch einzelne Bilanzen oder eine Vermögensrechnung ergänzt.
Bei Vollzug eines Haushaltsplanes ist die Trennung von anordnender (z. B. Ministerium, Amt) und zahlungsausführender Stelle verwirklicht. Unter dem Begriff der Zahlungsanordnung ist die Anweisung zu verstehen, eine Zahlung vorzunehmen. Die eigentliche Zahlungsausführung ist bei Bundes-, Landes- und Gemeindeverwaltungen angesiedelt, konkret in Form von Buchhaltungsagenturen, Kassen und Wirtschaftsstellen. Die gesetzlichen Vorschriften zum Haushaltsvollzug sind in Österreich im Bundeshaushaltsgesetz und in den Gemeindehaushalts-, Kassen- und Rechnungsordnungen der Länder ausgeführt. In Deutschland sind diese in den Bundes- und Landeshaushaltsordnungen sowie der Gemeindekassenverordnung verankert. In der EU liegt der Haushaltsvollzug bei der Europäischen Kommission.